# Mikhaylov Point
Mikhaylov Point är en udde i Sydgeorgien och Sydsandwichöarna (Storbritannien). Den ligger i den östra delen av Sydgeorgien och Sydsandwichöarna.
Terrängen inåt land är bergig åt nordväst, men norrut är den kuperad. Havet är nära Mikhaylov Point söderut.  Det finns inga samhällen i närheten. 